# Hans Günter Dosch
Hans Günter Dosch, genannt Günter Dosch, (* 16. Juli 1936 in Heidelberg) ist ein deutscher theoretischer Physiker (Kernphysik, Teilchenphysik).

## Leben
Dosch studierte in Heidelberg (und Paris) Physik bei Berthold Stech und Johannes Hans Daniel Jensen und wurde 1963 promoviert mit einer Dissertation (Der Nukleonen-Deuteron-Vertex und die Deuteronspaltung durch Pionen) über das Deuteron. 1966 habilitierte er sich (Dispersionstheoretische Definition und Berechnung einer Nukleon-Nukleon-Deuteron-Vertexfunktion) und war dann zwei Jahre am Massachusetts Institute of Technology, wo er enge Kontakte zu Sergio Fubini und Francis Low hatte.
1969 wurde er ordentlicher Professor für theoretische Physik an der Universität Heidelberg. 2002 wurde er emeritiert. Er war am CERN, in Karlsruhe, in Montpellier, dem DESY, in Moskau und Rio de Janeiro als Gastwissenschaftler.
In den 1960er Jahren befasste er sich mit Nukleon-Nukleon und Nukleon-Hyperon-Wechselwirkung, analytischen Eigenschaften von Streuamplituden (Dispersionsrelationen) und Stromalgebren (Current Algebra), ab den 1970er Jahren mit Quantenchromodynamik, besonders nichtstörungstheoretischen Aspekten (Struktur des QCD Vakuums, hochenergetische Hadron-Hadron Streuung und Pomeron, QCD-Summenregeln) und dem AdS/CFT-Zugang zu Quantenfeldtheorien.
1996 wurde er ordentliches Mitglied der Heidelberger Akademie der Wissenschaften und war 2003 bis 2006 Sekretär von deren mathematisch-naturwissenschaftlicher Klasse. Er war Loeb Lecturer an der Harvard University.
Er befasst sich auch mit Physik und Neurophysiologie des Hörens und Philosophie der Physik. Unter anderem untersuchte er mit Kollegen die Reaktion auf Sinustöne des Hörbereich der Hirnrinde mit Magnetoenzephalographie (MEG) und fand Unterschiede von professionellen Musikern zu Normalhörern. Er untersuchte mit Anderen auch die Tonhöhenwahrnehmung im Gehirn mit MEG und MRI. Dabei arbeitete er auch mit seinem Heidelberger Kollegen Hans Joachim Specht zusammen.
Er war Mitherausgeber des Specimen Dynamicum von Gottfried Wilhelm Leibniz im Felix Meiner Verlag (1982).

## Schriften (Auswahl)
- Beyond the Nanoworld – Quarks, Leptons and Gauge Bosons, A. K. Peters 2008
- Jenseits der Nanowelt – Quarks, Leptonen, Eichbosonen, Springer 2004
- mit Sandy Donnachie, Peter Landshoff, Otto Nachtmann: Pomeron Physics and QCD, Cambridge UP 2002
- mit Volkard F. Müller, Norman Sieroka: Quantum Field Theory in a Semiotic Perspective, Springer 2005
- mit Giridhari Pandit : The Frontiers of Theory Development in Physics, Trebol Press, Los Angeles 2013
- Herausgeber: Teilchen, Felder, Symmetrien, Spektrum Akademischer Verlag, 2. Auflage 1995 (Reprints aus Spektrum der Wissenschaft)

Einige Aufsätze:
- The Nucleon-Nucleon-Deuteron Vertex, Z. f. Phys., Band 198, 1967, S. 461
- mit V. F. Müller: Composite hadrons in non-Abelian lattice gauge theories, Nucl. Phys. B, Band 116, 1976, S. 470–490
- mit Y. Chung, M. Kremer, D. Schall: QCD sum rules for “baryonic currents”, Phys. Lett. B, Band 102, 1981, S. 175–179
- mit Y. Chung, M. Kremer, D. Schall: Baryon sum rules and chiral symmetry breaking, Nucl. Phys. B, Band 197, 1982, S. 55–75
- mit Y. Chung, M. Kremer, D. Schall: Chiral symmetry breaking condensates from baryonic sum rules, Zeitschrift für Physik C, Band 25, 1984, S. 151–160
- Gluon condensate and effective linear potential, Phys. Lett. B, Band 190, 1987, S. 177–181
- mit Yu. A. Simonov: The area law of the Wilson loop and vacuum field correlators, Phys. Lett. B, Band 205, 1988, S. 339–344
- mit M. Jamin, S. Narison: Baryon masses and flavour symmetry breaking of chiral condensates, Phys. Lett. B, Band  220, 1989, S. 251–257
- mit Patricia Ball, Vladimir M. Braun: Form factors of semileptonic D decays from QCD sum rules, Phys. Rev. D, Band 44, 1991, S. 3567
- mit E Bagan, Patricia Ball, Vladimir M. Braun:  QCD sum rules in the effective heavy quark theory, Phys. Lett. B, Band 278, 1992, S. 457–464
- mit Erasmo Ferreira, A Krämer: Nonperturbative QCD treatment of high-energy hadron-hadron scattering, Phys. Rev. D, Band 50, 1994, S. 1920
- mit E. Bagan,  P. dzinsky, Stephan Narison, J.M.Richard: Hadrons with Charm and Beauty, Z. f. Physik C, Band 64, 1994, S. 51–71
- Nonperturbative methods in quantum chromodynamics, Progress in Nuclear and Particle Physics, Band 33, 1994, S. 121–199
- mit T. Gousset, G. Kulzinger, H.J. Pirner: Vector meson leptoproduction and nonperturbative gluon fluctuations in QCD, Phys. Rev. D, Band 55, 1997, S. 2602
- mit Stephan Narison: Direct extraction of the chiral quark condensate and bounds on the light quark masses, Phys. Lett. B, Band 417, 1998, S. 173–176
- mit Adriano Di Giacomo, V.I. Shevchenko, Yu. A. Simonov: Field correlators in QCD. Theory and applications, Physics Reports, Band 372, 2002, S. 319–368
- mit Stanley Brodsky, Guy de Téramond: QCD on the Light Front, Few Body Systems, Band 55, 2014, S. 407–423
- mit Stanley Brodsky, G. F. de Téramond, J. Erlich: Light-front holographic QCD and emerging confinement, Phys. Reports, Band 584, 2015, S. 1–105
- Erinnerungen, in Immo Appenzeller u. a. (Hrsg.), Heidelberger Physiker berichten, Band 2, Universitätsbibliothek Heidelberg 2017, S. 23–52